# Let's Sing 2019
Let's Sing 2019 (Let's Sing 11 en España) es el octavo juego de la serie de Let's Sing exclusivamente enfocado en el canto, desarrollado por Ravens Court y publicado por Voxler, para PlayStation 4 y Nintendo Switch; mientras que THQ Nordic para Wii. Su lanzamiento oficial será a finales de 2018, para las plataformas Wii, PlayStation 4 y Nintendo Switch.. El 4 de septiembre de 2018, THQ Nordic confirmó que el juego estará disponible para Xbox One.

## Modos de juego

### PlayStation 4, Nintendo Switch, Microsoft Windows
- Clásico: Canta tus canciones favoritas solo o con tus amigos. El jugador con la mayor puntuación gana la ronda.
- Mix Tape 2.0: Una mezcla diferentes popurrís con este innovador modo de juego. Cada mezcla se genera dinámicamente y, por lo tanto, garantiza una lista de reproducción que nunca se repite.
- Featuring: Haz un dueto con tus amigos, ¡y descubre lo bien que se ajustan vuestras voces gracias a la nueva “puntuación compatible”!
- TV: Cómo el modo Clásico pero durante la canción, la letra irá desapareciendo de manera aleatoria y tendrás que cantar de memoria.
- Jukebox: ¿Necesitas un descanso? Tómate un respiro escuchando tus canciones favoritas.

### Wii
- Solo: ¡Canta tus canciones favoritas solo y mejora tus habilidades de Karaoke!
- Batalla: ¡Compite contra tus amigos y gánales consiguiendo la mejor puntuación!
- Co-op: ¡El trabajo en equipo es la clave! ¡Haz tu mejor actuación junto con tus amigos!
- Dueto: ¡Canta y comparte la canción con tus amigos!
- De Memoria & A Capela: Parte de la letra irá desapareciendo y en A Capela la música dejará de sonar.

### Versiones del juego
El juego presenta, por lo menos tres versiones diferentes del mismo:
- Versión alemana: Contiene 35 canciones en el juego, siendo canciones reconocidas internacionalmente 25 de ellas y 10 de ellas, son de origen alemán.
- Versión española-latina: Contiene 35 canciones en el juego, siendo canciones reconocidas internacionalmente 20 de ellas y 15 de ellas, son en idioma español, teniendo canciones entre latinas y españolas.
- Versión francesa: Contiene 40 canciones en el juego, siendo canciones reconocidas internacionalmente y también de origen francés.

## Características
- Lista actualizada de canciones con 35 temas nacionales e internacionales.
- Rediseño completo del juego y rendimiento optimizado, incluyendo animaciones pulidas y reconocimiento de voz mejorado.
- Incentivos de juego como recopilar avatares, ascender en las tablas de clasificación en línea (nuevo en Switch) y desbloquear récords musicales certificados desde el bronce hasta el diamante.
- Modos de juego variados y desafiantes, incluyendo el nuevo modo “Crea tu propia mezcla de cintas.”
- Tienda en línea con dos nuevos DLCs además de los DLCs existentes aún disponibles.
- Micrófono App (nuevo en Switch) para teléfonos inteligentes compatibles así como cualquier micrófono compatible con las plataformas (PS4: USB, micrófono SingStar y aurícula PS; Switch: USB para el modo TV y auriculares para el modo portátil).
- Compatible con el modo portátil de Switch (novedad).

## Lista de canciones

### Versión alemana
Let's Sing 2019 se compone los siguientes 35 sencillos musicales:
| Canción                           | Artista                           | Año  |
| --------------------------------- | --------------------------------- | ---- |
| "24K Magic                        | Bruno Mars                        | 2016 |
| "80 Millionen"                    | Max Giesinger                     | 2016 |
| "Ain't Nobody (Loves Me Better)"  | Felix Jaehn ft. Jasmine Thompson  | 2016 |
| "Alles Nur Geklaut"               | Die Prinzen                       | 1993 |
| "Anywhere"                        | Rita Ora                          | 2017 |
| "Auf Anderen Wegen"               | Andreas Bourani                   | 2014 |
| "Cake By The Ocean"               | DNCE                              | 2015 |
| "Call On Me (Ryan Riback Remix)"  | Starley                           | 2016 |
| "Don't Speak"                     | No Doubt                          | 1996 |
| "Erkläre Mir Die Liebe"           | Philipp Poisel                    | 2017 |
| "Fell It Still"                   | Portugal. The Man                 | 2017 |
| "Feuerwerk"                       | Wincent Weiss                     | 2017 |
| "Green Light"                     | Lorde                             | 2017 |
| "I Want It All"                   | Queen                             | 1989 |
| "Irgendwas"                       | Yvonne Catterfeld & Bengio        | 2017 |
| "It Ain't Me"                     | Kygo & Selena Gomez               | 2017 |
| "Jeder Für Jeden"                 | Felix Jaehn & Herbert Grönemeyer  | 2018 |
| "Lass Jetzt Los"                  | Die Eiskönigin                    | 2013 |
| "Leave a Light On"                | Tom Walker                        | 2017 |
| "Leichtes Gepäck"                 | Silbermond                        | 2016 |
| "Let Her Go"                      | Passenger                         | 2012 |
| "Lila Wolken"                     | Marteria & Yasha ft. Miss Platnum | 2012 |
| "Livin' On A Prayer"              | Bon Jovi                          | 1986 |
| "Mama"                            | Jonas Blue ft. William Singe      | 2017 |
| "Mambo No. 5"                     | Lou Bega                          | 1999 |
| "Mamma Mia"                       | ABBA                              | 1975 |
| "New Rules"                       | Dua Lipa                          | 2017 |
| "Perfect Illusion"                | Lady Gaga                         | 2016 |
| "Scared to Be Lonely"             | Martin Garrix & Dua Lipa          | 2017 |
| "Stimme"                          | EFF                               | 2018 |
| "Symphony"                        | Clean Bandit ft. Zara Larsson     | 2017 |
| "The Middle"                      | Zedd ft. Maren Morris & Grey      | 2018 |
| "There's Nothing Holdin' Me Back" | Shawn Mendes                      | 2017 |
| "What's Up?"                      | 4 Non Blondes                     | 1993 |
| "You Let Me Walk Alone"           | Michael Schulte                   | 2018 |

### Versión inglesa y estadounidense
Let's Sing 2019 se compone los siguientes 30 sencillos musicales
| Canción                           | Artista                          | Año  |
| --------------------------------- | -------------------------------- | ---- |
| "24K Magic                        | Bruno Mars                       | 2016 |
| "Ain't Nobody (Loves Me Better)"  | Felix Jaehn ft. Jasmine Thompson | 2016 |
| "All I Wanna Do"                  | Sheryl Crow                      | 1994 |
| "Anywhere"                        | Rita Ora                         | 2017 |
| "Call On Me (Ryan Riback Remix)"  | Starley                          | 2016 |
| "Cake By The Ocean"               | DNCE                             | 2015 |
| "Cruel Summer"                    | Bananarama                       | 1984 |
| "Don't Speak"                     | No Doubt                         | 1996 |
| "Equis"                           | Nicky Jam, J Balvin              | 2018 |
| "Fell It Still"                   | Portugal. The Man                | 2017 |
| "Finesse (Remix)"                 | Bruno Mars ft. Cardi B           | 2018 |
| "Green Light"                     | Lorde                            | 2017 |
| "How Far I'll Go"                 | Auli'i Cravalho                  | 2016 |
| "I Want It All"                   | Queen                            | 1989 |
| "It Ain't Me"                     | Kygo & Selena Gomez              | 2017 |
| "Leave a Light On"                | Tom Walker                       | 2017 |
| "Let Her Go"                      | Passenger                        | 2012 |
| "Livin' On A Prayer"              | Bon Jovi                         | 1986 |
| "Mama"                            | Jonas Blue ft. William Singe     | 2017 |
| "Mambo No. 5"                     | Lou Bega                         | 1999 |
| "Mamma Mia"                       | ABBA                             | 1975 |
| "Missing (Todd Terry Club Mix)"   | Everything but the Girl          | 1995 |
| "New Rules"                       | Dua Lipa                         | 2017 |
| "Perfect Illusion"                | Lady Gaga                        | 2016 |
| "The Middle"                      | Zedd ft. Maren Morris & Grey     | 2018 |
| "There's Nothing Holdin' Me Back" | Shawn Mendes                     | 2017 |
| "Scared to Be Lonely"             | Martin Garrix & Dua Lipa         | 2017 |
| "Symphony"                        | Clean Bandit ft. Zara Larsson    | 2017 |
| "What's Up?"                      | 4 Non Blondes                    | 1993 |
| "You Let Me Walk Alone"           | Michael Schulte                  | 2018 |

### Versión española y latina
Let's Sing 11 se compone los siguientes 35 sencillos musicales:
| Canción                           | Artista                          | Año  |
| --------------------------------- | -------------------------------- | ---- |
| "24K Magic                        | Bruno Mars                       | 2016 |
| "Ain't Nobody (Loves Me Better)"  | Felix Jaehn ft. Jasmine Thompson | 2016 |
| "All I Wanna Do"                  | Sheryl Crow                      | 1994 |
| "Amor Con Hielo"                  | Morat                            | 2017 |
| "Anywhere"                        | Rita Ora                         | 2017 |
| "Cake By The Ocean"               | DNCE                             | 2015 |
| "Échame la culpa"                 | Luis Fonsi, Demi Lovato          | 2017 |
| "El Anillo"                       | Jennifer López                   | 2018 |
| "El Patio"                        | Pablo López                      | 2017 |
| "Equis"                           | Nicky Jam, J Balvin              | 2018 |
| "Fell It Still"                   | Portugal. The Man                | 2017 |
| "Finesse (Remix)"                 | Bruno Mars ft. Cardi B           | 2018 |
| "Hey DJ"                          | CNCO, Yandel                     | 2018 |
| "I Want It All"                   | Queen                            | 1989 |
| "La Isla del Amor"                | Demarco Flamenco ft. MAKI        | 2017 |
| "Leave a Light On"                | Tom Walker                       | 2017 |
| "Livin' On A Prayer"              | Bon Jovi                         | 1986 |
| "Mama"                            | Jonas Blue ft. William Singe     | 2017 |
| "Mamma Mia"                       | ABBA                             | 1975 |
| "Me Haces Falta"                  | Antonio José                     | 2017 |
| "Missing (Todd Terry Club Remix)" | Everything but the Girl          | 1994 |
| "New Rules"                       | Dua Lipa                         | 2017 |
| "No Vaya A Ser"                   | Pablo Alborán                    | 2017 |
| "Otoño, Octubre"                  | Manuel Carrasco                  | 2011 |
| "Perfect Illusion"                | Lady Gaga                        | 2016 |
| "Qué hay más allá"                | María Parrado                    | 2016 |
| "Recuerdame"                      | Carlos Rivera                    | 2017 |
| "Solo Si Es Contigo"              | Bombai                           | 2017 |
| "Somos"                           | Xuso Jones                       | 2015 |
| "Symphony"                        | Clean Bandit ft. Zara Larsson    | 2017 |
| "The Middle"                      | Zedd ft. Maren Morris & Grey     | 2018 |
| "There's Nothing Holdin' Me Back" | Shawn Mendes                     | 2017 |
| "Traicionera"                     | Sebastián Yatra                  | 2016 |

### Versión francesa
Let's Sing 2019 se compone los siguientes 40 sencillos musicales, de los cuales 15 son canciones internacionales y 25 son de idioma francés.
| Canción                           | Artista                             | Año  |
| --------------------------------- | ----------------------------------- | ---- |
| "A Kele Nta"                      | MHD                                 | 2016 |
| "All I Wanna Do"                  | Sheryl Crow                         | 1994 |
| "Anywhere"                        | Rita Ora                            | 2017 |
| "Basique"                         | Orelsan                             | 2017 |
| "Belinda"                         | M. Pokora                           | 2016 |
| "Cake By The Ocean"               | DNCE                                | 2015 |
| "Caméléon"                        | Maître Gims                         | 2018 |
| "Christine"                       | Christine and the Queens            | 2014 |
| "Dommage"                         | Bigflo et Oli                       | 2017 |
| "Don't Speak"                     | No Doubt                            | 1996 |
| "Fell It Still"                   | Portugal. The Man                   | 2017 |
| "Finesse (Remix)"                 | Bruno Mars ft. Cardi B              | 2018 |
| "Folie Arcadienne"                | Arcadian                            | 2017 |
| "Formidable"                      | Stromae                             | 2013 |
| "Frérot"                          | Black M & Soprano                   | 2017 |
| "Il Est Ou Le Bonheur"            | Christophe Maé                      | 2018 |
| "Il Suffirait D'un Signe"         | Jean-Jacques Goldman                | 1981 |
| "I Want It All"                   | Queen                               | 1989 |
| "La Vie Est Belle"                | Nassi                               | 2017 |
| "La Pluie"                        | Orelsan ft. Stromae                 | 2017 |
| "Leave a Light On"                | Tom Walker                          | 2017 |
| "Les Copains D'abord"             | Georges Brassens                    | 1964 |
| "Mama"                            | Jonas Blue ft. William Singe        | 2017 |
| "Mamma Mia"                       | ABBA                                | 1975 |
| "Marcia Baila"                    | Les Rita Mitsouko                   | 1984 |
| "Mercy"                           | Madame Monsieur                     | 2018 |
| "Moi Aimer Toi"                   | Vianney                             | 2017 |
| "Nation"                          | TiBZ                                | 2017 |
| "Perfect Illusion"                | Lady Gaga                           | 2016 |
| "Pourvu"                          | Gauvain Sers                        | 2017 |
| "Roule"                           | Soprano                             | 2016 |
| "Symphony"                        | Clean Bandit ft. Zara Larsson       | 2017 |
| "The Middle"                      | Zedd ft. Maren Morris & Grey        | 2018 |
| "There's Nothing Holdin' Me Back" | Shawn Mendes                        | 2017 |
| "Ton Mec"                         | Kyo                                 | 2017 |
| "Un Homme Debout"                 | Claudio Capéo                       | 2016 |
| "Un Peu De Rêve"                  | Vitaa ft. Claudio Capéo             | 2017 |
| "Un Poco Loco"                    | Andrea Santamaria & Damien Ferrette | 2017 |
| "Viens On S'aime"                 | Slimane                             | 2017 |
| "What's Up?"                      | 4 Non Blondes                       | 1993 |